# Audea nigrior
Audea nigrior är en fjärilsart som beskrevs av Embrik Strand 1914. Audea nigrior ingår i släktet Audea och familjen nattflyn. Inga underarter finns listade i Catalogue of Life.